# Salmo 8
El Salmo 8 es (como su nombre indica) el octavo salmo del Libro de los Salmos, generalmente conocido en inglés por su primer verso, en la versión de la Biblia del rey Jacobo: "¡Oh Señor, nuestro Señor, qué excelente es tu nombre en toda la tierra!". En latín, se conoce como " Domine Dominus noster". Su autoría se asigna tradicionalmente al rey David. Al igual que los Salmos 81 y 84, este salmo se abre con una dirección para que el músico principal actúe sobre el gittit o gittith , que se refiere a un instrumento musical, un estilo de interpretación o alude a personas y lugares en la historia bíblica.
El salmo es una parte regular de las liturgias judías, católicas, anglicanas y protestantes. A menudo se ha puesto música y ha inspirado himnos como "Por la belleza de la tierra" y "Cuán grande es Él".

## Antecedentes y temas
Las partes clave del contenido del libro de los Salmos, en opinión de la mayoría de los estudiosos, se han basado en el servicio de adoración en el Templo de Jerusalén , y muchos de ellos derivan de tradiciones que también están vinculadas a otros santuarios en Israel y el resto del Cercano Oriente. Tales textos religiosos son conocidos de Egipto , Babilonia y Siria . A menudo es difícil ubicar los himnos históricamente basados en el contenido de los textos, porque los textos a menudo se expresan en un lenguaje bastante general. El título del Salmo dice "Un salmo de David" o "De David", pero existe un amplio consenso entre los estudiosos de que estos títulos son algunos de los últimos en el Libro de los Salmos para relacionar los textos con el personaje de David en el material narrativo de los libros de Samuel . Se cree que esto se hizo para adaptar los himnos al nuevo lugar en la vida que les dieron en la sinagoga , donde se convirtieron en textos de lectura en lugar de textos de culto y luego necesitaron un marco narrativo para estimular la imaginación de los lectores.

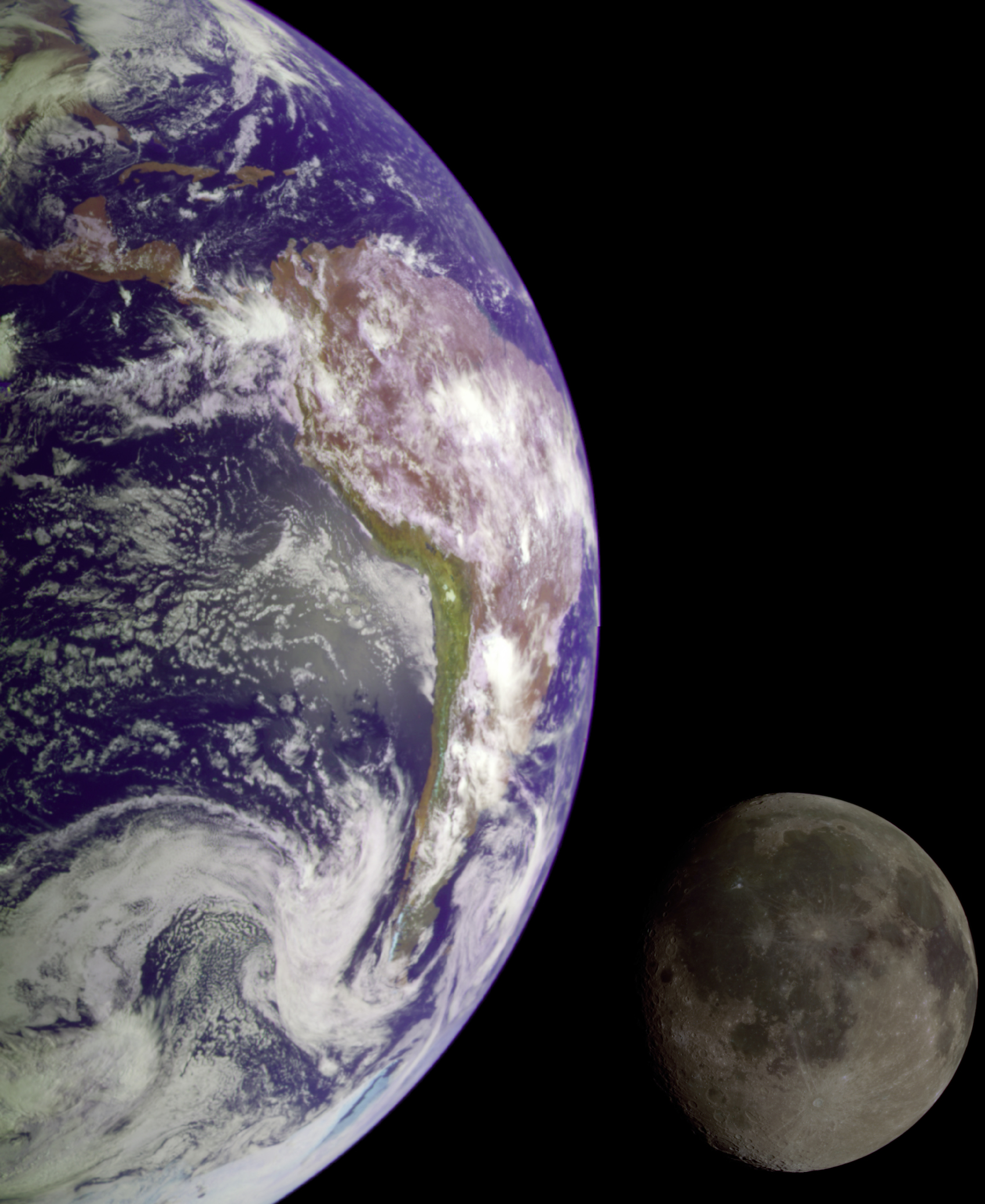
Cuando veo tus cielos, obra de tus dedos, la luna y las estrellas que has puesto allí (Salmo 8: 4)

Varios estudiosos creen que el Salmo 8 es un himno relativamente joven en su forma actual, y las razones para creerlo radican en el hecho de que el texto parece depender de Génesis 1: 26f y porque algunos de los términos en el himno se encuentran exclusivamente en textos con gran grado de fechas de seguridad tardías, p. ej. "Nuestro Señor" ( Edén ) ( Neh. 10:30; Salmo 135: 5; 147: 5).  Sigmund Mowinckel también afirma que el pensamiento largo y continuo que va del 3 al 9 le da a este texto la impresión de ser más reflexivo que los textos más antiguos.  Sin embargo, cree que el texto se remonta a la era real y que se utilizó en relación con la celebración del Año Nuevo. Esto lo asocia con el término técnico en el título "Sobre el regalo" (עַל-הַגִּתִּית ), que según él puede referirse al portal de Obed-Edom en II Samuel. 6:12. El texto de II Samuel 6:12 es considerado uno de los eruditos más importantes que intentan dibujar una procesión de Año Nuevo. Mowinckel también menciona en la misma página que "el regalo" bien puede ser un instrumento, una " lira gatítica ". Detrás de las citas de Sigmund Mowinckel parece haber pocos argumentos sustantivos, por lo que probablemente uno debería pensar que el himno se creó después del sexo, aunque los momentos significativos aún pueden ser mucho más antiguos.
Al igual que los Salmos 81 y 84 , el Salmo 8 se abre con una dirección para que el músico principal actúe sobre el gittit (en hebreo: גתי .). La raíz hebrea gat ( hebreo: גת ) se refiere a un lagar, lo que indica que estos son salmos alegres. La palabra también puede referirse a la ciudad bíblica de Gat , donde se cantó una canción similar o se creó un instrumento musical; o una canción de Obed-Edom el Gitita, en cuyo hogar el Arca de la Alianza descansó durante tres meses (II Samuel 6:11); o a una canción sobre Goliat , que era de Gat..
Charles Spurgeon llama a este salmo "la canción del Astrónomo", ya que mirar los cielos (versículo 3 en la Biblia del Rey Jacobo) inspira al salmista a meditar en la creación de Dios y el lugar del hombre en ella. Charles Spurgeon interpreta además a los "bebés y lactantes" a quienes el Señor da fuerza (versículo 2 en la Biblia del Rey Jacobo) para referirse de diversas maneras a: hombre, David , Jesús , los apóstoles y todos los "que luchan bajo la bandera de Cristo".
Según el Midrash Tehillim , los versículos 5 al 10 en hebreo contienen preguntas que los ángeles le hicieron a Dios mientras creaba el mundo, refiriéndose a los justos de Israel:
- "¿Qué es el hombre para que lo recuerdes?", Refiriéndose a Abraham (véase Génesis 19:29);

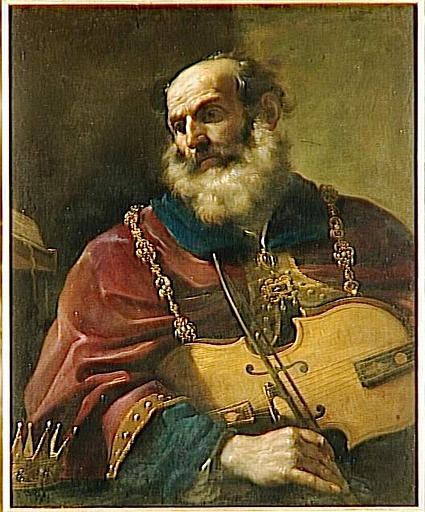
El Salmo 8 se agrega al Rey David en la introducción.

- El Salmo 8 se agrega al Rey David en la introducción ."y el hijo del hombre que lo recuerdas", refiriéndose al hijo de Abraham, Isaac , que nació como resultado de que Dios recordara a Sara (ibid. 21: 1);
- "Sin embargo, lo hiciste menos que Dios", refiriéndose a Jacob , que fue capaz de producir rebaños rayados, moteados y manchados (ibid. 30:39);
- "Y lo han coronado con gloria y honor", refiriéndose a Moisés , cuyo rostro brillaba (Éxodo 34:29);
- "Le das dominio sobre la obra de tus manos", refiriéndose a Josué , que hizo que el sol y la luna se detuvieran (Josué 10: 12-13);
- "Pones todas las cosas debajo de sus pies", refiriéndose a David , cuyos enemigos cayeron ante él (II Samuel 22:43);
- "Ovejas y bueyes, todos ellos", refiriéndose a Salomón , quien entendió el lenguaje de las bestias (I Reyes 5:13);
- "y las bestias del campo", en referencia a Sansón o Daniel;
- "las aves del cielo", en referencia a Elijah , que navega por el mundo como un pájaro, y que también recibió comida de los cuervos (I Reyes 17: 6);
- "y el pez de los mares", en referencia a Jonás , que habitaba en el vientre de un pez ( Jonás 2: 1).
- "él recorre los caminos de los mares", refiriéndose a los israelitas que caminaron por el mar en tierra firme (Éxodo 15:19).
- "Oh Señor, nuestro Señor, cuán glorioso es tu nombre en toda la tierra", así concluyeron los ángeles: "Haz lo que te agrade. Tu gloria es residir con tu pueblo y con tus hijos"

## Comentarios de la Iglesia católica
El Salmo 8 es una alabanza a Dios por su creación, destacando especialmente la dignidad del ser humano. Comienza y concluye exaltando la grandeza divina (vv. 2, 10). En medio, resalta cómo Dios muestra su gloria a través de lo débil (v. 3) y su cuidado por el hombre, a quien otorga un lugar especial en la creación (vv. 4-9). Este salmo alcanza su plenitud en Cristo: Él recibió alabanza de los pequeños (Mt 21,15-16), fue coronado de gloria en su resurrección (Hb 2,8-9) y ha sido puesto por Dios sobre todas las cosas (1 Co 15,26-28). Su obra redentora restaura la dignidad humana y somete la creación al plan divino (Ef 1,22-23).
El texto refleja la visión bíblica del hombre como imagen de Dios (Gn 1,26-27) y su llamado a gobernar el mundo en armonía con su Creador. La reflexión del salmista lleva a la admiración: 

¿Cómo es posible que el Dios infinito se ocupe del hombre? Su amor se manifiesta plenamente en Cristo, quien vino a salvar y elevar a la humanidad.

Señor, ¿qué es el hombre para que le des importancia, para que te ocupes de él? Porque te ocupas ciertamente de él, demuestras tu solicitud y tu interés para con él. Llegas hasta enviarle tu Hijo único, le infundes tu Espíritu, incluso le prometes la visión de tu rostro. Y, para que ninguno de los seres celestiales deje de tomar parte en esta solicitud por nosotros, envías a los espíritus bienaventurados para que nos sirvan y nos ayuden, los constituyes nuestros guardianes, mandas que sean nuestros ayos.

## Formulario

### Estructura
Salmo 8 se cuenta entre los himnos del Antiguo Testamento, es decir, textos utilizados y escritos como canciones de alabanza a Dios. Típico de tales himnos es que expresan su experiencia de la grandeza de Dios, su poder creativo y su confianza en su salvación . El científico alemán Hermann Gunkel introdujo la llamada forma crítica el método de género crítico, especialmente utilizado en Génesis y los Salmos. Puso el Salmo 8 entre los himnos. Especialmente los versículos 2 y 4, pero también el versículo 3 contiene canciones típicas de alabanza. Se puede decir que la afirmación de la posición del hombre como maestro de la creación en los versículos 5-9 es también una forma de alabanza a las maravillosas obras del Señor, es decir, que permite que el niño humano sea el Señor de todo lo creado, y que lo creado es tan diverso. incluso los peces que recorren sus caminos bajo el mar hasta el otro lado.

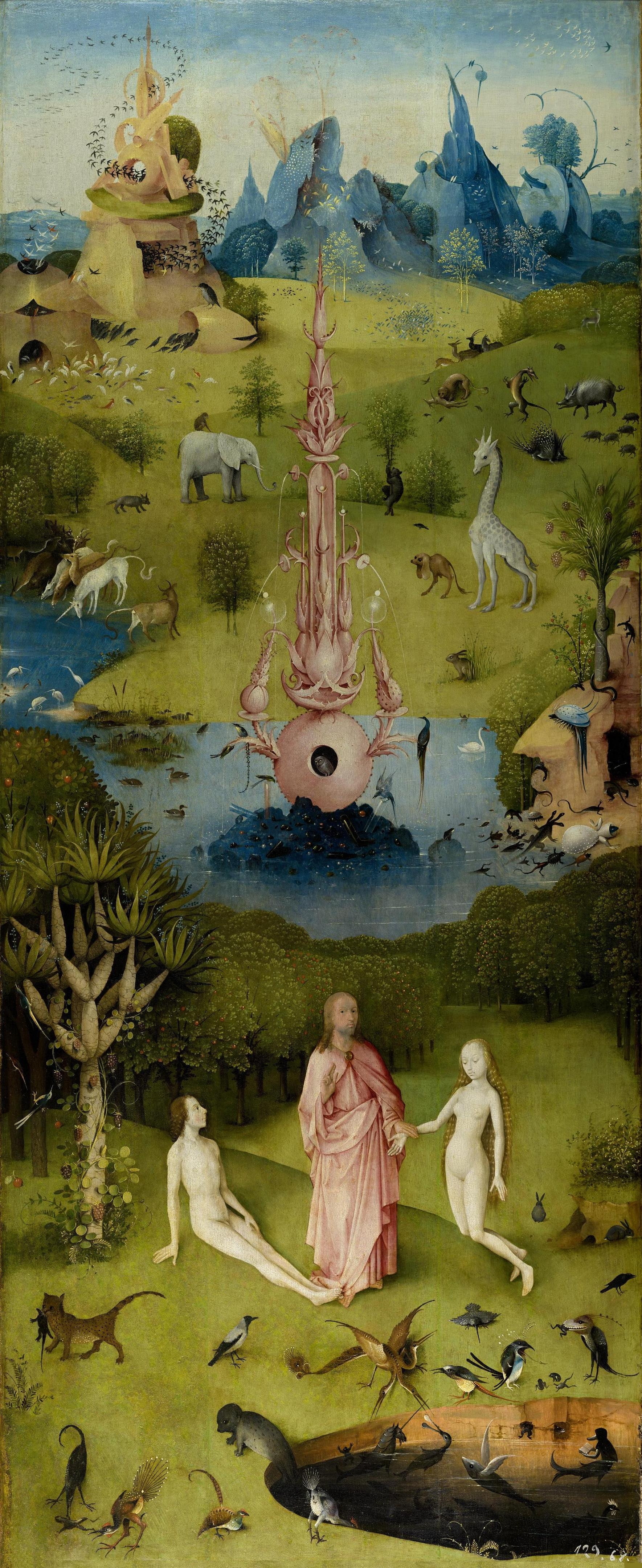
El Salmo 8 trata, entre otras cosas, del papel del hombre como señor de la creación, aquí representado con Adán y Eva en el Jardín del Edén.

### Género
Si uno busca la sustancia del texto en términos de contenido, es natural encontrarlo en la afirmación de la posición que se le da al hombre sobre la creación en los versículos 6–7. La afirmación inicial, y la pregunta retórica que viene antes, forman el mitin a este centro, y las postulaciones que siguen forman una aclaración de qué hombre ha sido puesto como maestro. Ambos versículos responden a la pregunta del versículo 5, en el versículo 6 se define el carácter del hombre y en el versículo 7 se define la misión humana. Se puede observar aquí que los versículos 2–3 y 10 muestran este texto como un himno clásico, y muestran que el texto en su conjunto tiene un marco de alabanza que debería permitir que se interprete como una canción de alabanza, incluso si la sección central no es clásica de la misma manera para este género.
Formalmente, también puede valer la pena señalar que el himno hace un uso extensivo de la rima del pensamiento, o paralelismo, como a menudo se le llama. Y en los versículos 8-9 donde hay aposiciones al ministerio del niño humano, se puede decir que el grado de estas se intensifica para cada línea. Primero se mencionan los animales domésticos, luego los animales salvajes, luego las aves y los peces que ves, y finalmente los que están al otro lado del mar. Esto da una sensación de amplitud. El mundo que gobierna el hombre es más grande que la esfera diaria: va tan lejos como los peces nadan. Por lo tanto, se puede hablar de un paralelismo climático cuádruple.

### Un núcleo catequético
pregunta planteada en los versículos 4–5 y la respuesta dada en los versículos 6–7 tienen características catequéticas , que tienen características teológicas de sabiduría. Por ejemplo, esta pregunta se encuentra en Proverbios 30: 4, que también reflexiona sobre lo que es ser humano. El tema del libro de Job también es muy similar al texto del Salmo 8, ver especialmente 7:17; 14: 1. De esta manera, se podría decir que esto es un recordatorio de la teología de la sabiduría. Pero en el Salmo 8 falta el énfasis en reflexionar sobre contextos y legalidades en la naturaleza y la vida humana. La pregunta y la respuesta se convierten en una catequesis pura sin contextos más definitorios, el texto con sus aposiciones en los versículos 8–9 solo proporciona ilustraciones del punto en los versículos 6-7, no hay descripción de contextos. Uno podría preguntarse si el texto está más cerca de la Toratología como se encuentra en los Salmos 1 y 119 .
En estos himnos, el hombre se define categóricamente como bueno o malo. Se puede hablar de una antropología digital en toratología en oposición a una antropología analógica en teología de la sabiduría. En la teología de la sabiduría, uno puede ser más o menos sabio / estúpido o bueno / malo, hay grados (por ejemplo, Proverbios 6: 6; 11:27). En Toratología existe en mayor medida uno o uno o (Salmo 1: 3 en oposición a 1: 5 y Salmo 119: 53f) - una contradicción más aguda entre lo bueno y lo malo, pero en estos textos nunca hay una pregunta / formulario de respuesta. Se puede decir que tanto la teología de la sabiduría como la piedad tienen su lugar en la vida en un contexto de enseñanza, pero el contexto teológico de la sabiduría es más general, mientras que la piedad de la Torá está vinculada a una comunidad religiosa definida.

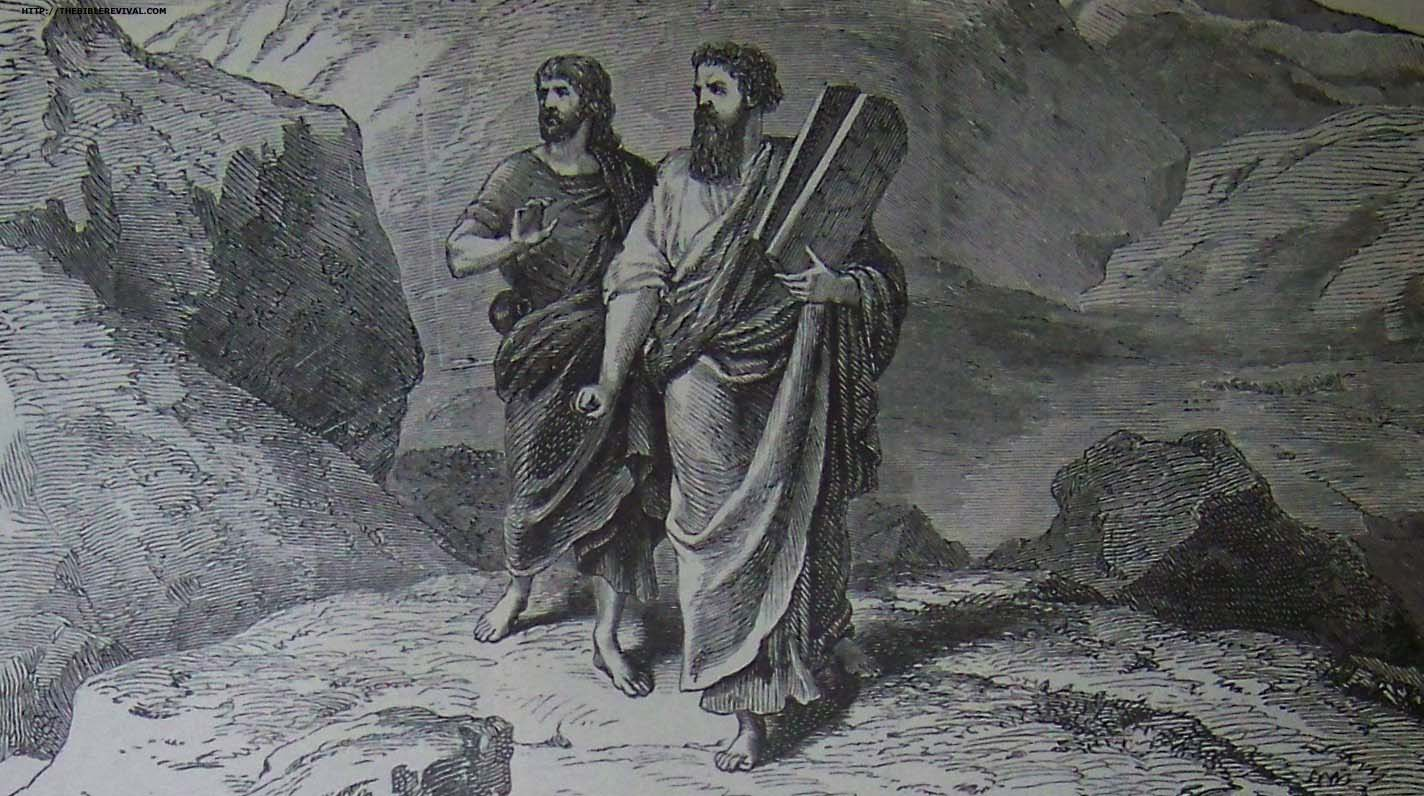
Moisés y Josué con los Diez Mandamientos. El Salmo 8 tiene un lenguaje como en un oficio, como cuando Moisés encarceló a Josué.

### Una posición oficial
El evento típico que se podría decir que el himno usa como metáfora de las declaraciones en los versículos 6-9 parece ser un entorno de oficina . Los gerentes despliegan a sus funcionarios para administrar un área como Faraón preso Josué (1 Mos 41:40), Moisés internos Josue ( 4 Mos 27: 22f; Jos 14: 9), Samuel preso David ( I Samuel 16:12) y Elia internos Eliseo ( I Reyes 19: 19ss).
Del mismo modo, Dios coloca a los profetas y líderes en una posición ( Éxodo 3; Isaías 6; Salmo 110), y el hombre generalmente se coloca en su oficio en la tierra (Génesis 1: 26f; 2:15; 9: 3; Salmo 8).: 6-9). Se puede ver que en todos los casos humanos se realiza en relación con un ritual que contiene una denuncia solemne. Por lo tanto, el Salmo 8 también puede acompañar un ritual de alguna manera. Mowinckel afirma que el ritual aquí es la celebración del Año Nuevo en Israel.  En ese caso, todas las personas en el grupo están desplegadas para ser la protección de Yahweh contra los enemigos.

### Una ceremonia de circuncisión / nombramiento
Esta referencia a los bebés en el versículo 3 puede sugerir en una dirección diferente. Se cuenta cómo algunas personas hacen una declaración específicamente relacionada con un parto como Raquel (Génesis 30: 6.8.24; 35:18) o, o incluso más claramente, Hanna (I Samuel. 1: 20–2: 10). En Lucas 2: 25-35 habla de cómo Jesús los padres llevan al niño con él en el templo donde se encuentran el justo Simeón bendijo Jesús. Es concebible que el Salmo 8 haya servido como tal declaración en el contexto de la circuncisión (Génesis 17: 10ff) o el sacrificio de rescate (Éxodo 13:13).
Algunos científicos también han enfatizado que la mención de la luna y las estrellasen el versículo 4 puede indicar que el himno ha sido usado en una ceremonia nocturna. Kraus 1978: 205 apoya esto y señala que tales fiestas nocturnas se mencionan en el Salmo 134: 1; Isaías 30:29 y I Crónicas 9:33. Contra esto se puede argumentar que Yahweh asume el papel del sol en el Salmo 8. En el versículo 2 dice: 
" ustedes que han extendido su esplendor en el cielo", pero una traducción más cercana al texto hebreo será: " ustedes que entregan su gloria sobre cielo ".
También es controvertido en los textos del Antiguo Testamento reunir a Yahweh con el sol. Según Génesis 1:14, se creó por primera vez en el tercer día y se compara en el Salmo 19: 4f.8 con la ley, pero en la primera parte del Salmo 19 es el sol el que se regocija como un héroe a medida que avanza por el cielo. Por lo tanto, es obvio pensar que Yahweh se considera representado por el sol en el Salmo 8 y 19a.
Una alternativa es pensar que este esplendor o gloria es el cielo nocturno. Se puede debatir cuál de estas interpretaciones debe considerarse la mejor. En cualquier caso, sería realista pensar que el Salmo no se ha utilizado exclusivamente en la luna y la oscuridad estrellada. El niño en cuestión es propenso a dominar animales, pájaros y peces. Es concebible que la canción sea el poema de la circuncisión o el nombre de un día de la realeza, y que estos animales representen varias casas nobles en la tierra, como el León de Judá (Génesis 49: 9), la bestia salvaje Ismail.(Génesis 16:12), Israel como los corderos (Isa 53: 7) y los hijos de José como bueyes (Deuteronomio 33:17). Pero si se quisiera decir esto, los diferentes animales difícilmente serían retratados en su contexto como lo están en el Salmo 8: en el campo, en el cielo y en el mar, por lo que parece ser los animales reales que el niño humano es designado como el gobernante. Por lo tanto, el ritual debe ser adecuado para cualquier israelita libre.

## Contenido

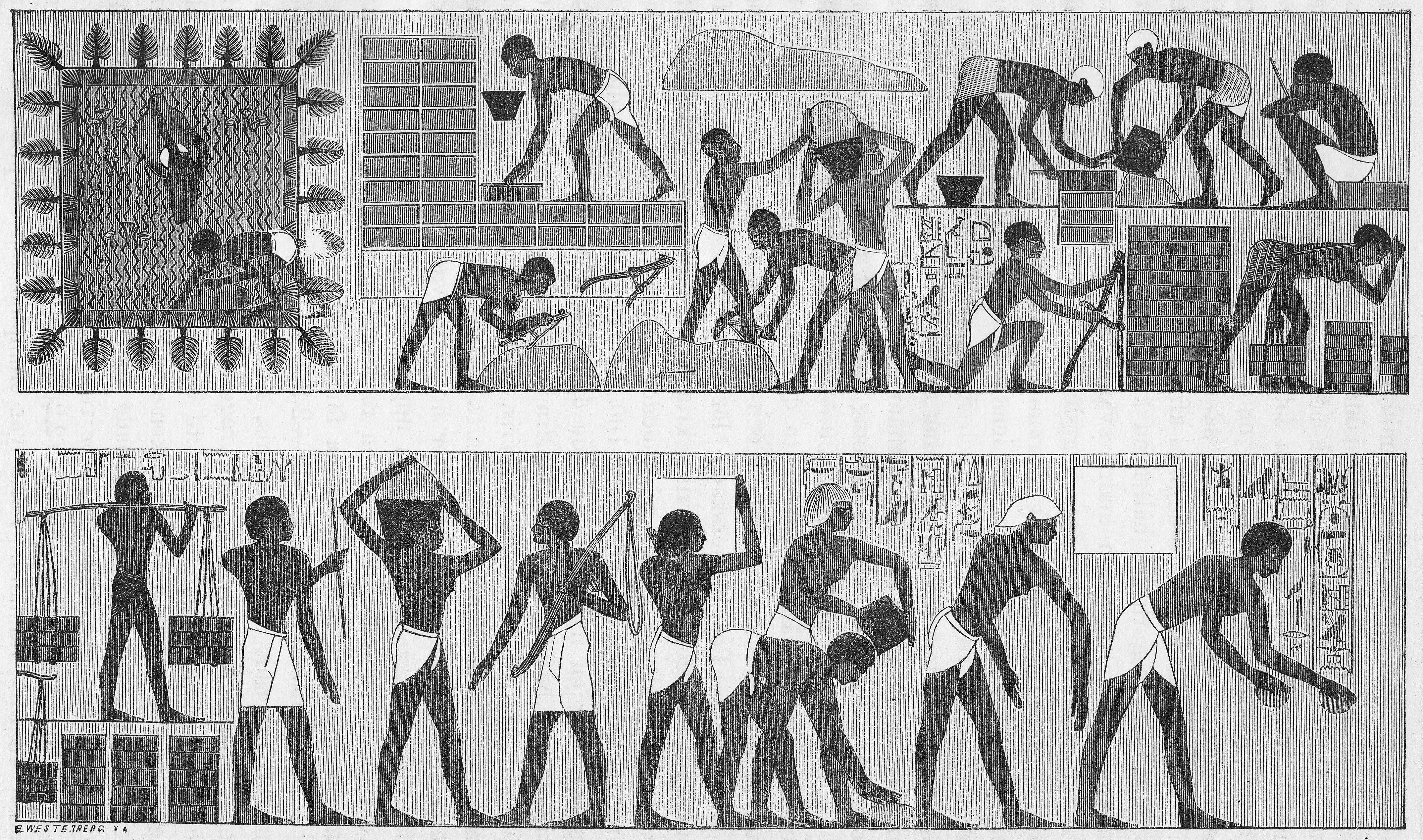
Imagen de una tumba en Tebas que muestra esclavos en Egipto.

### La fuerza de los infantes como protección contra los enemigos (versículo 3)

#### Fertilidad
¿Qué significa que Yahweh se ha levantado de una fuerza de infantes para proteger a sus enemigos en el versículo 3? Aquí hay varias respuestas posibles. Es concebible que se haya pensado que la fertilidad en la población asegura el reclutamiento tanto para el trabajo como para la defensa. Los enemigos deben ser los verdaderos enemigos externos formados por otros pueblos y representados por otros dioses. Génesis 1: 7-21 da una descripción de cómo Israel creció en fuerza incluso bajo condiciones de esclavitud a través de la fertilidad de las mujeres, y sus parteras lo expresan de esta manera: “Las mujeres hebreas no son como las egipcias, son más fuertes; antes de que la partera venga a ellos, ellos han dado a luz ".
La abundancia de un pueblo es su fuerza, y el aumento en el número se realiza durante el parto. Esta mentalidad también se expresa en Génesis 29-30 donde Rakel y Lea compiten por la mayoría y los mejores niños. La relación entre la fuerza y el parto se ve mejor en 30: 8. En Génesis 1:28, tal tarea de fertilidad se da como una de las tareas más importantes de los hombres, lo que fortalece esta forma de entender el salmo (véase Génesis 9: 1).

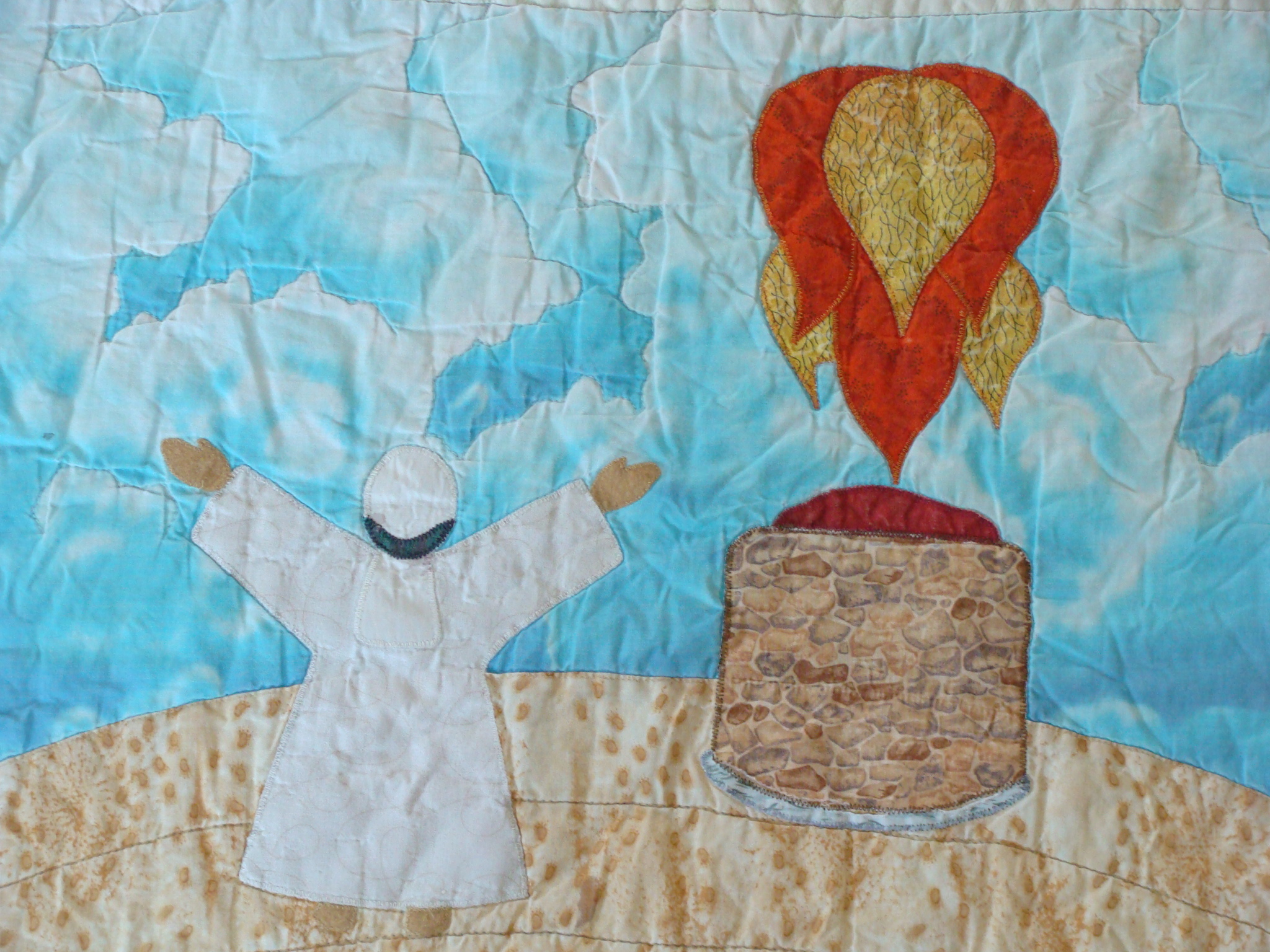
Elías confió en Dios en el encuentro con los profetas de Baal.

#### Los que son humildes vencedores
Pero otra forma de entender esto también es posible, a la luz de la humildad que está demostrando ser un ideal fuerte en Israel, y especialmente en Jerusalén . Gedeón no gana la guerra porque tiene un gran ejército, sino por el contrario porque confía humildemente en Dios ( Jueces 7: 2). Elijah también está solo con los profetas de Baal en Carmel (I Reyes 18) y el pequeño pastor David superó la batalla filistea que blasfemó contra Dios (I Samuel : 17). Hay un motivo en Israel que prefiere la humildad y la piedad sobre el poder y la iniciativa política: es especialmente visible en la tradición de Sion representada por Isaías.(por ejemplo, Isaías 7: 13f; 30: 1-17; 31: 1-3; 28:16; 7: 9; 30:15) y la tradición de los jebuseos que le dijeron a David: “¡Nunca vienes aquí! Incluso los ciegos y los cojos pueden alejarte. (2 Sam. 5: 6).
Este ideal de humildad está formulado en Deuteronomio 7: 7 con “Cuando el Señor tuvo bondad por ti y te eligió, no fue porque eras más grande que todos los demás pueblos; porque eres el menor de todos los pueblos ". El infante es visto como un representante y un símbolo de la humildad que representa la verdadera fuerza de Israel después de este pensamiento. El hecho de que la fuerza viene "de la boca" ( m ִ fií ) a los bebés también indica en esta dirección. Son los enunciados, la confesión o, muy probablemente, sus canciones de alabanza los que están protegidos del enemigo. Esta es también la forma de entender esto que es más común en los comentarios.

#### El hombre supera las fuerzas del caos
Una tercera forma posible de entender esto es más relevante si Mowinckel tenía razón en que este texto pertenece a la celebración del Año Nuevo. Entonces, el adversario ( tsur ), el enemigo ( enemigo ) y la venganza ( MATNC ) en el Salmo 8: 3 son representantes de las fuerzas del caos y son las personas en general quienes son representadas como niños y bebés para enfatizar la grandeza de Dios, y cómo las personas indefensas son realmente comparadas con Dios. En ese caso, es interesante ver que Dios se ha protegido de estas personas débiles.
Parece entonces que con la ayuda de estas personas puede mantener unidas las fuerzas del caos, tal vez cultivando la tierra, haciendo uso del ganado y protegiéndose contra los animales salvajes. De esta manera, el hombre evita que la tierra caiga en el caos. El hombre cultiva y protege la creación (véase Génesis 2:15). Todas estas tres formas de entender a los bebés parecen plausibles, y tal vez no haya una contradicción necesaria entre ellos. Aspectos de todos ellos pueden jugar y darle al salmo un rico campo de asociación.

#### El hombre como un poco inferior a Dios (versículo 6)
El cantante hace la pregunta de la teología de la sabiduría escéptica en los versículos 4-5, y la pregunta parece retórica con una respuesta implícita, a saber, que el hombre es pequeño y perecedero en comparación con la creación. Hay muchas respuestas de este tipo en el Antiguo Testamento. Por ejemplo, cuando el Señor responde a Job en la tormenta (Job 38: 1ff), las muchas preguntas de Job se atribuyen al hecho de que él es solo un ser humano que no comprende la creación de Dios. El hombre es como la hierba: se vive en poco tiempo en varios lugares (Isaías 40: 6f; Salmo 90: 5f; 103: 14f). El libro del editor en su conjunto está dedicado a este motivo y comienza con la declaración:
Todo es vacío, dice el Predicador:
Sí, todo es solo vacío.
3 ¿Qué les queda a los hombres por sus esfuerzos, de todo lo que luchan bajo el sol?
4 generaciones van, y vienen generaciones, pero la tierra siempre está parada por capa
- Eclesiastés 1: 2-4
Sería natural que la comparación con la creación del Salmo 8: 4 termine en la misma conclusión que estos textos, pero el Salmo 8 no, dice lo contrario. La mayoría de los otros textos que toman la posición humana se centran en lo pequeño y débil que es, pero el Salmo 8 se enfoca más bien en el poder humano y la gloria, pero paradójicamente "de los labios de los bebés" (versículo 3). En LXX , la palabra para "Dios" - "´elohim" ( ֱ l ֹ híim ) - se traduce con "los ángeles" (ἀγγέλους), pero la mayoría de los comentaristas creen que esto es un debilitamiento del punto, y que debería traducirse de la misma manera que en otros lugares. esta palabra se encuentra, a saber, "Dios".  Por cierto, "ellohim" es una forma plural de la palabra "ell" lo que realmente significa Dios, por lo que puede tener sentido traducir la palabra con "los dioses".
Conocemos la imagen del consejo de Dios en varios de los textos del Antiguo Testamento (Isaías 6: 2; I Reyes 22: 19-23; Job 1: 6-12; Génesis 1:26) y por eso nos gustaría pensar que la noción aquí estaba ese hombre en el Salmo 8 fue insertado entre los ángeles . En cualquier caso, el himno rompe la división entre lo humano y lo divino. Contrasta directamente con la desilusionada y escéptica teología de la sabiduría que se encuentra en el Libro del Predicador.

#### El señorío del hombre (versículo 7)
Se puede decir fácilmente que la teología de la sabiduría adopta una actitud pasiva, escéptica y en parte irónica hacia lo que está sucediendo en el mundo (cf. el Predicador anterior). Lo importante no es dejar que el accidente golpee, sino trabajar y dar lo mejor de sí. El Salmo 8 representa otro escenario. Para el cantante, el hombre es señor de la naturaleza y, según el propio consejo del Señor, poco inferior a Dios mismo. El texto, por lo tanto, está en relación directa con los textos de creación en Génesis 1: 27f y 2:15. El hombre es creado "a imagen de Dios" y establecido para "cultivar y proteger". El hombre es, por lo tanto, cualitativamente diferente del resto de la creación, y parece tener un valor especial. Por lo tanto, es adecuado cuando este texto se utiliza para la defensa de la dignidad humana y los derechos humanos., al menos si es correcto que los niños asociados con el texto no deben ser reyes o aristocracia (cf. 2.3.3).
Es obvio que el hombre no solo es parte de la otra criatura, sino que se considera cualitativamente diferente solo por ser humano. Esto también contiene partes significativas de la ética israelita , que están especialmente representadas por la ley y los profetas, que salvaguardan a los débiles en la sociedad y les atribuyen valor (Éxodo 23:12; Deuteronomio 10: 17f; 14:29; Amós 2: 6 (8: 6; Isaías 1: 17-26; 5: 7-23; 3: 7-24). Según algunos estudiosos, Israel representa un movimiento igualitario especial e inusual que difiere de otros grupos con su énfasis en una estructura igualitaria plana, donde incluso a los pobres se les otorgan valores y derechos.  El debate reciente ha cuestionado si esta evaluación del dominio del hombre: que el hombre no solo debe proteger al mundo, sino que todo debe ponerse "bajo sus pies" (Salmo 8: 7) ha contribuido a los desastres ambientales.
Quizás la actitud ofensiva en relación con el trabajo creativo expresado en el Salmo 8 puede tener tales resultados, pero esta actitud también puede ser una base para desarrollar tecnología ambiental y evaluación de recursos. La deforestación, la contaminación del agua y la desertificación fueron problemas ambientales que fueron relevantes incluso en los tiempos del Antiguo Testamento y no es seguro que una actitud más pasiva y relajada podría o podría producir mejores resultados.

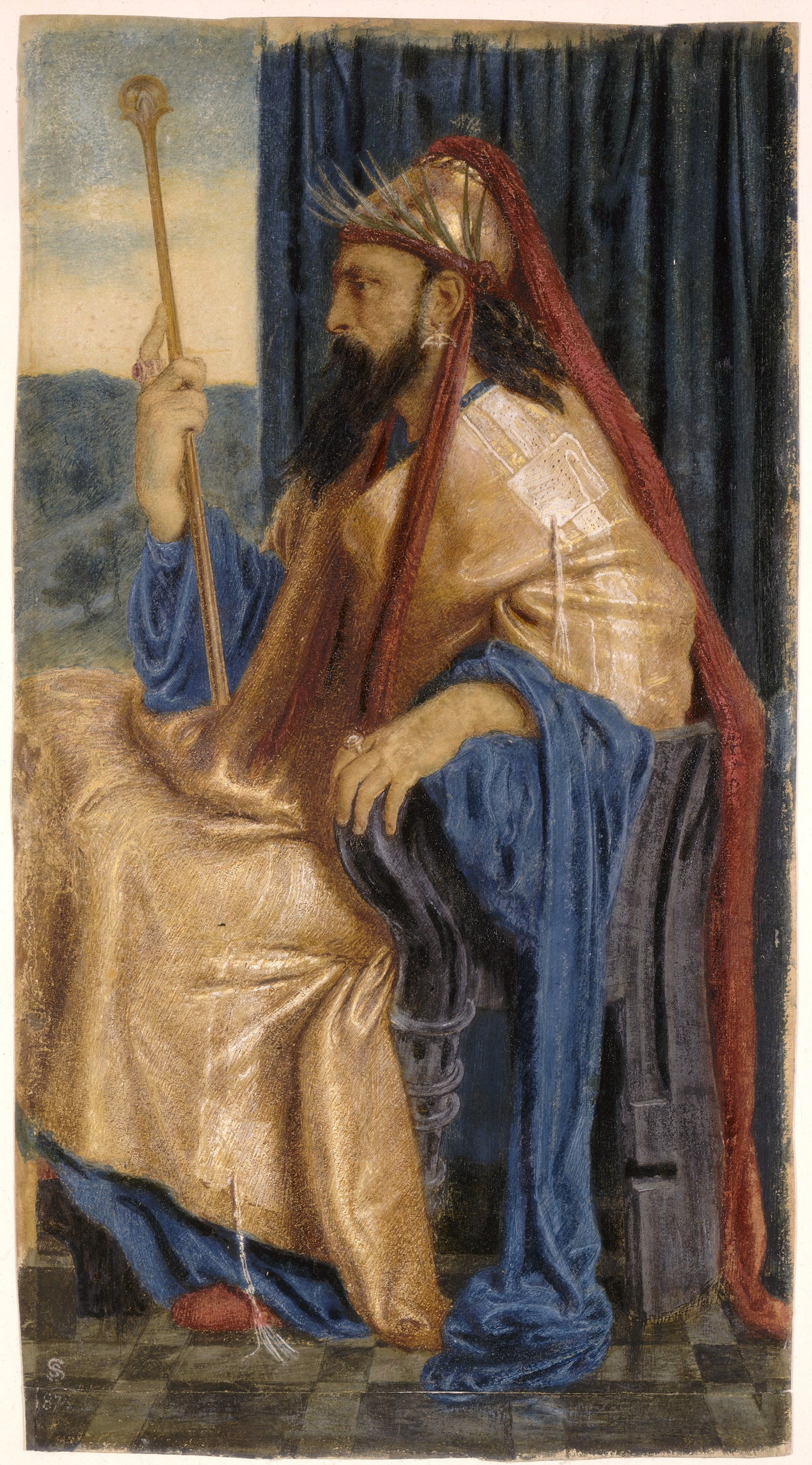
Los elementos del Salmo 8 recuerdan los atributos atribuidos al Rey Salomón en I Reyes.

#### Animales y peces (versículos 8-9)
En la antigua literatura de sabiduría oriental, a menudo se encuentran listas de conocimiento que los sabios han tenido. Estas listas suelen ser diccionarios completos que nombran todos los animales y plantas conocidos, todos los lugares o dioses conocidos. En el Antiguo Testamento, solo hay un remanente claro de tal lista en I Reyes 4:33, que está relacionado con Salomón en una sección donde Salomón es retratado como un genio universal, con talentos en literatura , derecho constitucional y ciencias naturales. El Salmo 8: 8–9 también tiene momentos de tal lista de conocimiento. Por lo tanto, se puede decir que el salmo no solo se propaga para que el hombre gobierne, sino que el hombre, según este salmo, construye su dominio a través del conocimiento. No solo el conocimiento de los animales y el primer plano, sino el conocimiento del otro lado del mar donde van los caminos de los peces.
Es decir, el dominio del hombre se define como un dominio que el hombre debe tomar controlando lo conocido, pero también adquiriendo conocimiento de lo desconocido. Se podría decir que la historia de Salomón en I Reyes 11 contradice la visión positiva del conocimiento que se encuentra en el Salmo 8. El final del reinado de Salomón, según el texto, representa una decadencia. Salomón se volvió codicioso y altivo, y el conocimiento le trajo desgracia. En el Salmo 8, se enfatiza al hombre como un niño humilde y débil, pero al mismo tiempo gobierna sobre lo terrenal.

## Historia de impacto
El Salmo 8 del AntiguoTestamento se cita varias veces en el Nuevo Testamento . El más destacado es Mateo 21:16, donde los principales sacerdotes y los escribas quieren evitar que los niños griten "Hosianna" a Jesús , pero Jesús responde: "¡De la boca de los bebés y los niños han cantado alabanzas!" Los escribas se oponen a los niños pequeños de Matthew . Representan la humildad y la verdad, mientras que los sumos sacerdotes y los escribas representan la arrogancia y la intriga. El salmo también se cita en relación con las preguntas de la resurrección de Jesús ( I Corintios : 15:27; Efesios. 1:22; Hebreos 2: 6-8). Aquí, este dominio se relaciona principalmente con Jesús, pero el misticismo de Cristo que encontramos en I Corintios : 15 significa que este dominio en Cristo también pertenece al hombre, y en el texto hebreo se enfatiza que Cristo le da al hombre este dominio en el nuevo mundo.

### En el debate ético
Junto con los textos de creación y los textos de sabiduría, el Salmo 8 es uno de los textos del Antiguo Testamento que define al hombre. Por lo tanto, a lo largo de la historia de la Iglesia, ha sido objeto de debate ético en relación con cuestiones de tenencia de esclavos, expulsión de niños, condiciones de prisión, aborto provocado , protección del medio ambiente y más. El motivo por el cual las declaraciones de los niños proporcionan conocimiento para el cual los adultos no son receptivos ha jugado un papel en la cultura europea.

## Conclusión
El Salmo 8 es un himno cuyo tema principal es que el hombre, a pesar de su aparente insignificancia, es creado divino como maestro de la creación. El himno proclama esta tarea como un ministerio y por lo tanto parece ser parte de una ceremonia de inauguración. Dos propuestas para tales ceremonias son:
1. Una ceremonia de nombramiento / circuncisión y
2. Una celebración de Año Nuevo. El contenido del himno puede ser experimentado como natural en ambas situaciones.

Además, el salmo ha tenido un significado especial en la comprensión judía y cristiana de la relación entre Dios, el hombre y la creación.

## Texto

### Versión de la Biblia hebrea
El siguiente es el texto hebreo del Salmo 8:
| Verso | Hebreo                                                      |
| ----- | ----------------------------------------------------------- |
| 1     | לַמְנַצֵּ֥חַ עַל־הַ֜גִּתִּ֗ית מִזְמ֥וֹר לְדָוִֽד                                   |
| 2     | יְהֹוָ֚ה אֲדֹנֵ֗ינוּ מָֽה־אַדִּ֣יר שִׁ֖מְךָ בְּכָל־הָאָ֑רֶץ אֲשֶׁר־תְּנָ֥ה הֽ֜וֹדְךָ֗ עַל־הַשָּׁמָֽיִם      |
| 3     | מִפִּ֚י עֽוֹלְלִ֨ים \| וְֽיֹנְקִים֘ יִסַּ֪דְתָּ֫ עֹ֥ז לְמַ֥עַן צֽוֹרְרֶ֑יךָ לְהַשְׁבִּ֥ית א֜וֹיֵ֗ב וּמִתְנַקֵּֽם |
| 4     | כִּֽי־אֶרְאֶ֣ה שָׁ֖מֶיךָ מַֽעֲשֵׂ֣ה אֶצְבְּעֹתֶ֑יךָ יָרֵ֥חַ וְ֜כֽוֹכָבִ֗ים אֲשֶׁ֣ר כּוֹנָֽנְתָּה            |
| 5     | מָֽה־אֱ֖נוֹשׁ כִּֽי־תִזְכְּרֶ֑נּוּ וּבֶן־אָ֜דָ֗ם כִּ֣י תִפְקְדֶֽנּוּ                         |
| 6     | וַתְּחַסְּרֵ֣הוּ מְ֖עַט מֵֽאֱלֹהִ֑ים וְכָב֖וֹד וְהָדָ֣ר תְּעַטְּרֵֽהוּ                        |
| 7     | תַּמְשִׁילֵֽהוּ בְּמַֽעֲשֵׂ֣י יָדֶ֑יךָ כֹּ֜ל שַׁ֣תָּה תַֽחַת־רַגְלָֽיו                         |
| 8     | צֹנֶ֣ה וַֽאֲלָפִ֣ים כֻּלָּ֑ם וְ֜גַ֗ם בַּֽהֲמ֥וֹת שָׂדָֽי                                |
| 9     | צִפּ֣וֹר שָׁ֖מַיִם וּדְגֵ֣י הַיָּ֑ם עֹ֜בֵ֗ר אָרְח֥וֹת יַמִּֽים                           |
| 10    | יְהֹוָ֥ה אֲדֹנֵ֑ינוּ מָֽה־אַדִּ֥יר שִׁ֜מְ֗ךָ בְּכָל־הָאָֽרֶץ                            |

### Versión de la Biblia Vulgata latina
| verso | Vulgata latina |
| ----- | --- |
| 1     | [In finem pro torcularibus psalmus David]                                                                              |
| 2     | Domine Dominus noster quam admirabile est nomen tuum en universa terra quoniam elevata est magneticia tua super caelos |
| 3     | Ex ore infantium et lactantium perfecisti laudem propter inimicos tuos ut destruas inimicum et ultorem                 |
| 4     | Quoniam videbo caelos tuos; opera digitorum tuorum lunam y stellas quae tu fundasti                                    |
| 5     | Quid est homo quod memor es eius aut filius hominis quoniam visitas eum                                                |
| 6     | Minuisti eum paulo minus ab angelis gloria y honores coronasti eum                                                     |
| 7     | Y constituisti eum super opera manuum tuarum                                                                           |
| 8     | Omnia subiecisti sub pedibus eius oves et boves universas insuper et pecora campi                                      |
| 9     | Volucres caeli y piscis maris que deambulan semitas maris                                                              |
| 10    | Domine Dominus noster quam admirabile est nomen tuum en universa terra                                                 |

### Versión de la Biblia del rey Jacobo
1 ¡Oh SEÑOR , nuestro Señor, cuán excelente es tu nombre en toda la tierra! quien ha puesto tu gloria sobre los cielos
2 De la boca de los bebés y los lactantes has ordenado la fuerza a causa de tus enemigos, para que puedas seguir siendo el enemigo y el vengador.
3 Cuando considero tus cielos, el trabajo de tus dedos, la luna y las estrellas, que tú has ordenado;
4 ¿Qué es el hombre para que te acuerdes de él? y el hijo del hombre, que lo visitas?
5 Porque lo has hecho un poco más bajo que los ángeles, y lo has coronado de gloria y honor.
6 Le hiciste tener dominio sobre las obras de tus manos; Todo lo pusiste debajo de sus pies.
7 Todas las ovejas y bueyes, sí, y las bestias del campo;
8 Las aves del aire y los peces del mar, y todo lo que pasa por los senderos de los mares.

9 Oh SEÑOR Señor nuestro, cuán grande es tu nombre en toda la tierra!

### Versión de la Biblia Reina-Valera 1960
De la boca de los niños y de los que maman, fundaste la fortaleza, A causa de tus enemigos, Para hacer callar al enemigo y al vengativo.
3 Cuando veo tus cielos, obra de tus dedos, La luna y las estrellas que tú formaste,
4 Digo: ¿Qué es el hombre, para que tengas de él memoria, Y el hijo del hombre, para que lo visites?
5 Le has hecho poco menor que los ángeles, Y lo coronaste de gloria y de honra.
6 Le hiciste señorear sobre las obras de tus manos; Todo lo pusiste debajo de sus pies:
7 Ovejas y bueyes, todo ello, Y asimismo las bestias del campo,
8 Las aves de los cielos y los peces del mar; Todo cuanto pasa por los senderos del mar.

9 !!Oh Jehová, Señor nuestro, Cuán grande es tu nombre en toda la tierra!

### Versión de la Biblia Reina-Valera 1995
1 ¡Jehová, Señor nuestro, cuán grande es tu nombre en toda la tierra! ¡Has puesto tu gloria sobre los cielos!
2 De la boca de los niños y de los que aún maman, fundaste la fortaleza a causa de tus enemigos, para hacer callar al enemigo y al vengativo.
3 Cuando veo tus cielos, obra de tus dedos, la luna y las estrellas que tú formaste,
4 digo: «¿Qué es el hombre para que tengas de él memoria, y el hijo del hombre para que lo visites?»
5 Lo has hecho poco menor que los ángeles y lo coronaste de gloria y de honra.
6 Lo hiciste señorear sobre las obras de tus manos; todo lo pusiste debajo de sus pies:
7 ovejas y bueyes, todo ello, y asimismo las bestias del campo,
8 las aves del cielo y los peces del mar; ¡todo cuanto pasa por los senderos del mar!

9 ¡Jehová, Señor nuestro, cuán grande es tu nombre en toda la tierra!

### Versión de La Biblia de las Américas
1 ¡Oh Señor, Señor nuestro, cuán glorioso es tu nombre en toda la tierra, que has desplegado tu gloria sobre los cielos!
2 Por boca de los infantes y de los niños de pecho has establecido tu fortaleza, por causa de tus adversarios, para hacer cesar al enemigo y al vengativo.
3 Cuando veo tus cielos, obra de tus dedos, la luna y las estrellas que tú has establecido,
4 digo: ¿Qué es el hombre para que de él te acuerdes, y el hijo del hombre para que lo cuides?
5 ¡Sin embargo, lo has hecho un poco menor que los ángeles, y lo coronas de gloria y majestad!
6 Tú le haces señorear sobre las obras de tus manos; todo lo has puesto bajo sus pies:
7 ovejas y bueyes, todos ellos, y también las bestias del campo,
8 las aves de los cielos y los peces del mar, cuanto atraviesa las sendas de los mares.

9 ¡Oh Señor, Señor nuestro, cuán glorioso es tu nombre en toda la tierra!

## Usos

### Judaísmo
El Salmo 8 se dice durante Iom Kipur Katan. En el  Gaón de Vilna Gra siddur, el Salmo 8 es la canción del día para Simjat Torá en la diáspora. En el Siddur Avodas Israel , este salmo se dice después de Aleinu durante el Arvit la oración de la noche del día laborable .
El versículo 2 (en hebreo) se recita durante la Kedushá de Musaf en Rosh Hashaná y las Festividades judías. Este versículo también aparece en el Hoshanot en Sucot.
El versículo 10 (en hebreo) aparece como el verso correspondiente a la segunda mención del nombre " Adonai " en la Bendición de Aarón .

### Nuevo Testamento
Algunos versículos del Salmo 8 se mencionan en el Nuevo Testamento :
- El versículo 2 es citado por Jesús en Mateo 21:16 en referencia a los niños que lo alaban en el templo.
- Los versículos 4-6 se citan en hebreos 2:6-8 en referencia a la encarnación de Jesús.
- El versículo 6 se cita en 1 Corintios 15:27 ; Efesios 1:22[13]

Si el primer Adán fue establecido sobre el reino animal para trabajarlo y poner orden, el segundo Adán, Jesús, da orden incluso a los 'reinos que actúan bestialmente en su reinado y regreso. Su reino en contraste con el de ellos y trae un mayor orden y paz.

### Iglesia Católica
Anteriormente, de acuerdo con la regla de San Benito, este salmo se cantaba o recitaba el martes en la oficina del primer.
En la Liturgia de las Horas, el salmo se recita en laudes el sábado de la segunda y cuarta semana. Para facilitar la comprensión se le asigna a cada salmo un título en rojo (rúbrica) que no forma parte del salmo.
El título del Salmo 8 es Majestad del Señor y dignidad del hombre.
A menudo aparece en la liturgia eucarística: se encuentra en el Domingo de Trinidad, la octava de Pascua, el primer martes del tiempo ordinario, el quinto martes del tiempo ordinario y el sábado 28 en el tiempo ordinario.
El Papa Pablo VI citó este salmo en su Mensajes de buena voluntad del Apolo 11.

## Configuraciones musicales

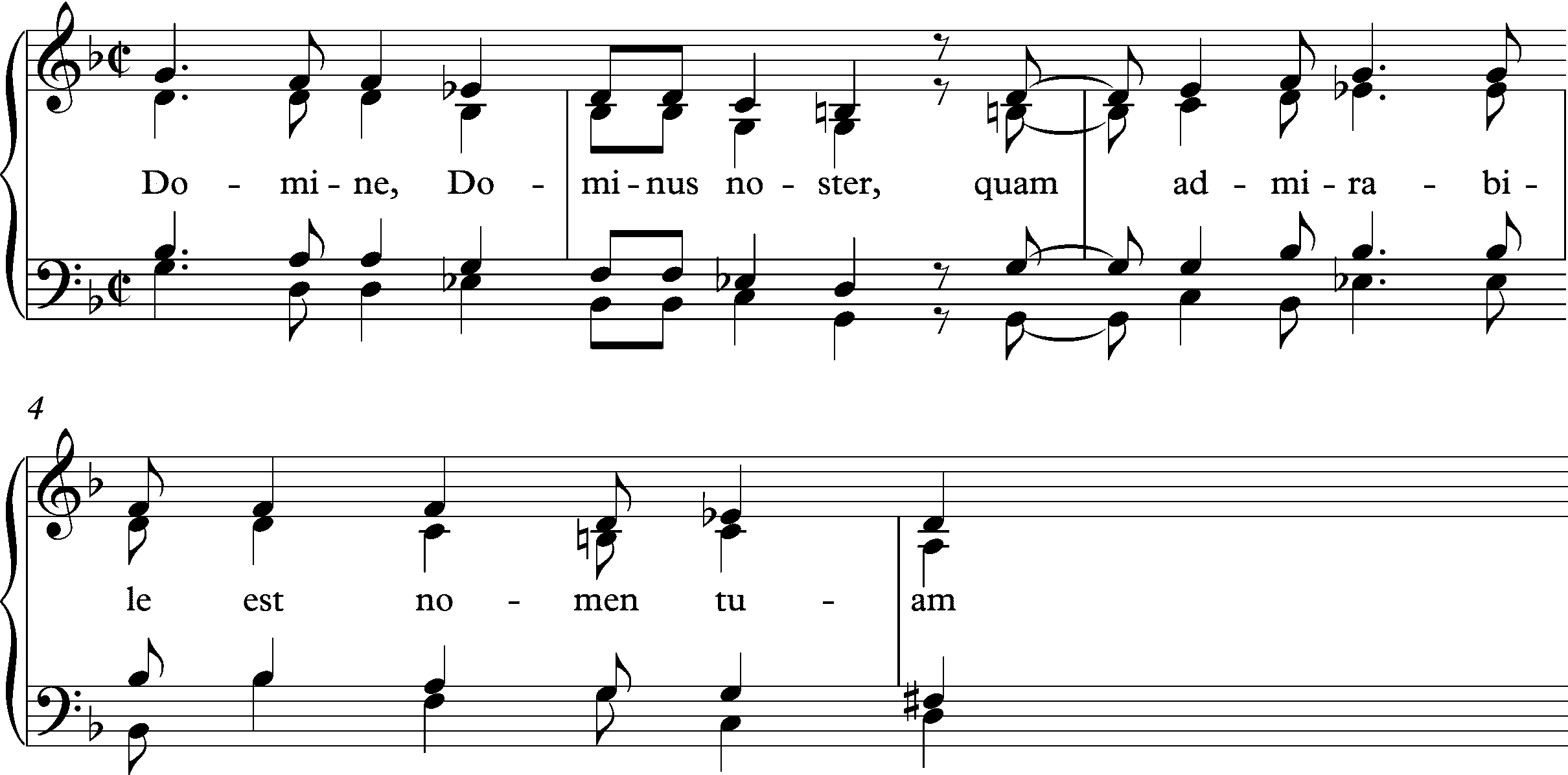
Giovanni Gabrieli, "Domine, Dominus noster"

El Salmo 8 inspiró letras de himnos como "For the Beauty of the Earth" de Folliott Sandford Pierpoint, que apareció por primera vez en 1864 y "Cuán grande es Él", basada en un poema sueco escrito por Carl Boberg en 1885.
Michel Richard Delalande, compositor del rey Luis XIV, escribió un motete latino extendido que configura este salmo, que se realizó en la Capilla del Palacio de Versalles para los cargos reales.
El cantante de gospel Richard Smallwood creó una versión para la música en 1990.
En 2019, Seth Pinnock & A New Thing grabó una canción titulada Salmo 8, que aparece como la primera canción del álbum: "Seth Pinnock & A New Thing Live".